# Stewartstown (New Hampshire)
Stewartstown im Coös County von New Hampshire wurde benannt nach John Stuart, Lord Bute, einem der ursprünglichen Landeigner und Angehörigen des Hofes König Georgs. Das U.S. Census Bureau hat bei der Volkszählung 2020 eine Einwohnerzahl von 813 ermittelt.

## Geographie
Stewartstown liegt im Norden New Hampshires am Oberlauf des Connecticut River, der die westliche Grenze zu Vermont bildet. Im Norden grenzt Stewartstown an Clarksville, im Osten an die Township Dixville und im Süden an Colebrook. Im Osten von Stewartstown liegen der Diamond Pond und der Little Diamond Pond östlich der Dead Water Ridge, südlich davon an der Grenze zu Dixville der Sugar Hill, mit 911 Metern die höchste Erhebung in Stewartstown. Die einzelnen Siedlungen sind Stewartstown Hollow an der NH 145 und West Stewartstown am Connecticut River, gegenüber von Beecher Falls in Canaan.

## Geschichte
Die Landzuteilung erfolgte 1770 durch Gouverneur John Wentworth an, neben dem Namenspatron John Stuart, zwei Männer mit Verbindungen zur Ostindien-Compagnie sowie einen Verwandten von Wentworth selbst. Von diesen vier Männern lebten drei in England. Sie vergaben Grundstücke an Siedler, die zur Revolutionszeit wieder aufgegeben wurden. Danach vergab der Sheriff von Grafton County, das damals noch das gesamte spätere Coös County umfasste, erneut Grundstücke. 1795 wurde die Gemeinde offiziell als Stuart gegründet, doch aufgrund rechtlicher Probleme erfolgte 1799 eine Neugründung als Stewartstown.
Während des Krieges von 1812 wurde ein Fort errichtet und mit Miliz besetzt und 1814 wieder abgerissen. An dem Ort des Forts trafen sich amerikanische und britische Landvermesser und Astronomen, um den im Vertrag von Gent als Grenze zwischen den britischen und den amerikanischen Territorien festgelegten 45. Breitengrad einzumessen.

### Bevölkerungsentwicklung
| Volkszählungsergebnisse – Stewartstown, New Hampshire | Volkszählungsergebnisse – Stewartstown, New Hampshire | Volkszählungsergebnisse – Stewartstown, New Hampshire | Volkszählungsergebnisse – Stewartstown, New Hampshire | Volkszählungsergebnisse – Stewartstown, New Hampshire | Volkszählungsergebnisse – Stewartstown, New Hampshire | Volkszählungsergebnisse – Stewartstown, New Hampshire | Volkszählungsergebnisse – Stewartstown, New Hampshire | Volkszählungsergebnisse – Stewartstown, New Hampshire | Volkszählungsergebnisse – Stewartstown, New Hampshire | Volkszählungsergebnisse – Stewartstown, New Hampshire |
| Jahr                                                  | 1773                                                  | 1800                                                  | 1810                                                  | 1820                                                  | 1830                                                  | 1840                                                  | 1850                                                  | 1860                                                  | 1870                                                  | 1880                                                  |
| ----------------------------------------------------- | ----------------------------------------------------- | ----------------------------------------------------- | ----------------------------------------------------- | ----------------------------------------------------- | ----------------------------------------------------- | ----------------------------------------------------- | ----------------------------------------------------- | ----------------------------------------------------- | ----------------------------------------------------- | ----------------------------------------------------- |
| Einwohner                                             | 88                                                    | 99                                                    | 186                                                   | 363                                                   | 529                                                   | 630                                                   | 747                                                   | 771                                                   | 909                                                   | 958                                                   |
| Jahr                                                  | 1890                                                  | 1900                                                  | 1910                                                  | 1920                                                  | 1930                                                  | 1940                                                  | 1950                                                  | 1960                                                  | 1970                                                  | 1980                                                  |
| Einwohner                                             | 1002                                                  | 1150                                                  | 1128                                                  | 1109                                                  | 1148                                                  | 1203                                                  | 970                                                   | 918                                                   | 1008                                                  | 943                                                   |
| Jahr                                                  | 1990                                                  | 2000                                                  | 2010                                                  | 2020                                                  | 2030                                                  | 2040                                                  | 2050                                                  | 2060                                                  | 2070                                                  | 2080                                                  |
| Einwohner                                             | 1049                                                  | 1013                                                  | 1004                                                  | 813                                                   |                                                       |                                                       |                                                       |                                                       |                                                       |                                                       |

## Infrastruktur und Gemeindeeinrichtungen
Die Gemeinde betreibt die Bibliothek, die Dennis Joos Memorial Library, sowie ein Klärwerk. Die Abwasserentsorgung erfolgt teils durch die Gemeinde, teils privat, die Wasserversorgung durch private Brunnen oder von Vermont aus. Es gibt weder ein .Polizeirevier noch eine Feuerwehr. Die medizinische Notversorgung wird durch Freiwillige aus Beecher Falls in Vermont übernommen. Das nächstgelegene Krankenhaus ist zehn Meilen entfernt in Colebrook.

### Verkehr
Am Connecticut River verläuft die US 3, von der in Colebrook die NH 145 durch Stewartstown Hollow nach Pittsburg an der US 3 abzweigt. Gifford Field in Colebrook hat eine Graspiste, der nächstgelegene Flugplatz mit Linienflügen ist der Lebanon Municipal Airport.